# Ceromella focki
Espèce
Synonymes
- Ceroma focki Kraepelin, 1914

Ceromella focki est une espèce de solifuges de la famille des Ceromidae.

## Distribution
Cette espèce est endémique de Namibie. Elle se rencontre vers Windhoek.

## Description
Le mâle holotype mesure 10 mm.

## Publication originale
- Kraepelin, 1914 : Skorpione und Solifugae. Beiträge zur Kenntniss der Land- und Süsswasserfauna Deutsch-Südwestafrikas. Ergebnisse der Hamburger deutsch-südwestafrikanischen Studienreise 1911, vol. 1, p. 107-136 (texte intégral).